# حسین‌علی محرم جهرمی
حسین علی محرم جهرمی از درباریان فتحعلی شاه قاجار (۱۲۱۲–۱۲۵۰ ق) بود. محرم جهرمی به سخن‌شناسی و لطایف طبع معروف بود و به زبان ترکی و فارسی شعر می‌گفته است و دستی در موسیقی داشته است. از آثار او می‌توان به دیوان شعری اشاره کرد.